# Route nationale 94g
La route nationale 94G, ou RN 94G, est une ancienne route nationale française reliant La Vachette, sur la commune de Val-des-Prés, à Névache.
À la suite de la réforme de 1972, elle a été déclassée en RD 994G ; ce déclassement a pris effet au 1er janvier 1981.

## Tracé
- La Vachette, commune de Val-des-Prés
- Val-des-Prés
- Plampinet, commune de Névache
- Névache